# You Can't Catch Me (chanson de Chuck Berry)
Singles de Chuck Berry
Too Much Monkey Business
(septembre 1956) School Days
(mars 1957)
You Can't Catch Me est une chanson écrite et enregistrée par Chuck Berry, sortie en single en 1956.

## Historique
Les paroles de la chanson décrivent la course d'une « air-mobile » gonflée sur la New Jersey Turnpike, puis déployant ses ailes et décollant. À l'époque, l'Aerocar conçue et construite par Molt Taylor est proche d'obtenir l'autorisation de l'Autorité de l'aviation civile pour sa production en masse en tant que voiture volante avec des ailes repliables détachables.
La chanson, enregistrée le 20 décembre 1955 dans les studios Chess à Chicago, est sans aucun doute écrite après la première visite de Berry à New York, car elle évoque sa confrontation avec la police dans le Lincoln Tunnel. Musicalement, Berry répète le rythme 
 hillbilly de Maybellene et Thirty Days. 
Les paroles fonctionnent également sur un territoire familier : comme il l'a fait dans No Money Dow, Berry décrit une voiture fantastique, une Flight DeVille sur mesure avec un « moteur puissant et des ailes cachées ». Il fait la course avec une autre voiture au petit matin (wee-wee hours). Pour échapper à la police, il déploie les ailes de sa voiture et prend son envol. Comme il l'a fait dans No Money Down, et continuera à le faire à plusieurs reprises au cours de sa carrière, Berry inclus des paroles qui font référence à son travail précédent. Il donne à la fille qui l'accompagne le nom de « Maybellene », rappelant à l'auditeur son tout premier single.
Sortie en single en novembre 1956, la chanson de Berry est présentée dans le film de 1956 Rock, Rock, Rock et est l'une des quatre chansons du film incluse dans l'album Original Soundtrack (la seule de ses chansons à être utilisée à la fois dans le film et sur l'album).
La chanson ne rencontre pas un grand succès. Elle ne pénètre pas dans les classements nationaux de Billboard ou Cash Box, se classant uniquement dans des charts régionaux. Elle culmine en 7e position à Charlotte, 8e à St. Louis et 9e à Atlanta.

## Reprises
Morris Levy, l'éditeur de musique de Berry et détenteur des droits sur la chanson, poursuit John Lennon pour violation du droit d'auteur en raison de la similitude mélodique entre You Can't Catch Me et la chanson Come Together des Beatles de 1969, signée Lennon/McCartney, mais écrite par Lennon, et parce que la chanson des Beatles utilise des paroles de la chanson de Berry (« here come old flat-top »). Le litige est réglé à l'amiable. Dans le cadre du règlement, Lennon inclut une interprétation de You Can't Catch Me sur son album de reprises de 1975, Rock 'n' Roll, générant ainsi des royalties pour Levy.
D'autres reprises de la chanson ont été enregistrées par différents artistes :
- 1963 : Sleepy LaBeef pour un single,
- 1965 : The Rolling Stones, sur l'album The Rolling Stones No. 2,
- 1966 : The Blues Project, sur l'album Projections,
- 1970 : Love Sculpture sur Forms and Feelings[5],
- 1971 : The Youngbloods en concert, paru en 2005 sur l'album beautiful! Live in San Francisco 1971,
- 1974 : Stephen Stills en concert, dans un medley avec Crossroads de Robert Johnson, paru en 1975 sur Stephen Stills Live,
- 1988 : George Thorogood and the Destroyers sur Born to Be Bad,
- 1990 : Parabellum sur l'album homonyme,
- 1993 : Steve Gibbons Band sur Brimingham to Memphis,
- 2003 : Jo Jo Zep & The Falcons sur Ricochet,
- 2006 : Jerry Lee Lewis, pour les sessions de Last Man Standing, mais la chanson n'est pas incluse sur le disque,
- 2009 : Florence Rawlings sur son premier album A Fool in Love,
- 2013 : The Refreshments sur l'album hommage Let It Rock - The Chuck Berry Tribute,
- 2019 : George Benson sur Walking to New Orleans.

La chanson a été adaptée en finnois sous le titre Et mua kiini saa par Kari Peitsamo ja Ankkuli (1980), et en allemand sous le titre Du kriegst mich nicht par Lutz Kerschowski et le Blankenfelder Boogie-Band (1989).